# Сонмиани
Сонмиани е крайбрежно градче в Пакистан на около 45 км северозападно от Карачи. В близост до него има тестова площадка за свръхзвукови ракети, която се използва от 1962 г. от Комисията за атмосферни изследвания, както и от Пакистанската ядрена комисия за тестове на твърдогоривни балистични ракети.
Съоръжението е разширено и модернизирано през 1990те години. Днес включва инфраструктура за ракетни изстрелвания, работилници за сглобяване на ракети, зона за сглобяване на товари, високоскоростни радари за проследяване, контролна зала, комуникационна станция, екипировка за летателна комуникация, оптически камери и сервиз.